# Matko Kakarigi
General bojnik  Matko Kakarigi (Sarajevo, BiH, 18. rujna 1940.), hrvatski general u mirovini, načelnik Uprave za graditeljstvo MORH-a, dragovoljac Domovinskog rata, Hrvatski ratni vojni invalid, magistar znanosti iz područja ekološkog inženjerstva, viši stručni savjetnik pri Institutu građevinarstva Hrvatske, viši predavač općeg strojarstva na Šumarskom fakultetu u Zagrebu, diplomirani inženjer strojarstva.
Oženjen je. Ima dva sina i četvero unučadi.  

## Domovinski rat i vojna karijera
General bojnik Matko Kakarigi je dragovoljac Domovinskog rata i hrvatski ratni vojni invalid. U znak priznanja za uspješno izvršenje povjerenih zadaća u operaciji „Oluja“, 7. rujna 1995. pismeno je pohvaljen od Načelnika GS HV generala zbora Zvonimira Červenka. 
1990. godine Matko Kakarigi se dragovoljno pridružuje obrani Republike Hrvatske. Od 15. listopada 1990. godine aktivno sudjeluje u pripremama obrane u Mjesnoj zajednici Dotrščina – Maksimir u Zagrebu. U tom razdoblju obnaša dužnosti: člana kriznog štaba, instruktora mobilizacije, te zamjenika zapovjednika satnije Narodne zaštite. Sudjeluje u više borbenih akcija pri oslobađanju i preuzimanju vojarni i skladišta naoružanja. 18. studenog 1991. godine se kao dragovoljac priključuje Zboru narodne garde. Dodijeljen je RJ T-4006 PDS (protudiverzantskoj satniji) koja je djelovala na području Zagreba i okolice.
U ožujku, 1992. godine, na poziv Ministarstva obrane Republike Hrvatske (MORH), dolazi na dužnost načelnika Uprave za graditeljstvo. 1992. godine je ukazom Predsjednika RH promaknut u čin pukovnika, u čin brigadira 1993. godine, u čin stožernog brigadira 1995. godine, te u čin general bojnika 1996. godine.
Dužnost načelnika Uprave za graditeljstvo MORH-a obnaša sve do časnog odlaska u mirovinu 28. veljače 1999. godine.

## Odlikovanja
General bojnik Matko Kakarigi odlikovan je sljedećim odlikovanjima:
- Red hrvatskog trolista
- Red hrvatskog pletera
- Spomenica domovinske zahvalnosti
- Medaljom "Bljesak"
- Medaljom "Oluja"

## Mladi dani
Matko Kakarigi rodio se u Sarajevu 1940. kao drugo dijete u obitelji. Obitelj se ubrzo proširila na četvero djece, a nekoliko godina kasnije narasla je na petero. Ime je dobio po djedu Mateju, financijskom revizoru. Djed Matej studirao je pravo u Zagrebu, a cijenjen je kao jedan od članova utemeljitelja Hrvatskog prosvjetnog i kulturnog društva Napredak. 
Kao četverogodišnjak preživljava ratne strahote bombardiranja i razaranja Dresdena u Njemačkoj, gdje je s majkom Margaretom (rođ. Slugić), dvije sestre i bratom bio u prihvatnom logoru pred kraj Drugog svjetskog rata. Iz razrušenog Dresdena majka ga dovodi u Sarajevo, odakle je bio njegov otac Anton. Ovdje se Matkovo teško djetinjstvo nastavlja nakon što su otac, a kasnije i majka, osuđeni na višegodišnju robiju zbog sudjelovanja u HOS-u. Brigu o Matku, njegovim sestrama i bratu preuzela je baka Marija i ujak Mijo iz Vareša. U ovom gradu, poznatom po rudnicima željezne rudače, završava prvi razred osnovne škole. Osnovno školovanje nastavlja u Sarajevu, a u tom je razdoblju bio i ministrant u crkvi Sv. Trojstva. Pohađao je četiri razreda klasične gimnazije, a zatim srednju šumarsku školu. Usporedo sa srednjoškolskim obrazovanjem intenzivno se bavi športom. Trenirao je gimnastiku i judo. Na judo natjecanjima nastupa za reprezentaciju Bosne i Hercegovine. Sudjelovao je na nekoliko Omladinskih radnih akcija, a 1961. godine proglašen je Udarnikom. Na jednoj od radnih akcija upoznaje i svoju suprugu Štefaniju.  
Visoko obrazovanje započeo na Strojarskom fakultetu u Sarajevu gdje je i diplomirao 1964. godine. Na istom je fakultetu dobio i prvi posao radeći kao pripravnik asistent. Ubrzo zatim, odlazi na odsluženje vojnog roka u JNA. Specijalističku obuku obavlja u meteorološkoj službi protuzračne obrane. Vojni rok završava s činom vojnika i dodijeljenom medaljom odličnog strijelca.
1973. godine upisao je poslijediplomski studij na Kemijsko -tehnološkom fakultetu u Zagrebu iz područja inženjerske kemije, smjer ekološko inženjerstvo. Magistarski rad obranio je 1977. godine, te stekao akademski stupanj magistra znanosti. Iste godine s obitelji je doselio u Zagreb.

## Civilna karijera
Od ožujka 1966. do veljače 1969. radi u ŠIP „Romanija“ u Sokolcu, na poslovima tehničke pripreme, unapređenja proizvodnje, rekonstrukcije Tvornice iverastih ploča, te kao upravitelj iste tvornice.
Od veljače 1969. do veljače 1977. godine radio je u RO „Unioninvest“, Sarajevo, na poslovima projektanta, glavnog projektanta, inženjera specijaliste, glavnog inženjera i direktora velikog gradilišta:
- toplifikacija objekata, Zenica, 1968/69.;
- stambeno naselje „Borik“, Banja Luka - glavni projekt vrelovoda;
- Olimpijsko selo, München, Njemačka - rukovodi izgradnjom infrastrukture, 1971/72.;
- RTV Sarajevo (današnja glavna zgrada TV FBiH) – izradio glavni projekt kotlovnice i energetskog razvoda kompleksa,1973.;
- plinifikacija grada Sarajeva - sudionik na projektu;
- Hotelski kompleks “Babin Kuk”, Dubrovnik - direktor gradilišta 1975/76.

Od travnja 1977. do rujna 1987. godine radio je u GP „Hidroelektra“, Zagreb, na poslovima glavnog projektanta, direktora OUR i RO, te koordinatora izgradnje:
- RTV Zagreb (današnja glavna zgrada HTV-a) – organizator i odgovorni projektant na izradi tender dokumentacije za sve instalacije, 1978/80;
- “Isser Kedara“, Alžir, izgradnja vodovoda i tvornice betonskih prednapregnutih cijevi – organizator, tehnički rukovoditelj i stručni suradnik 1985/86.

Od 1987. do 1992. Kakarigi je radio kao stručni suradnik u Institutu građevinarstva Hrvatske, te istovremeno kao viši predavač kolegija “ Opće strojarstvo“ na Šumarskom fakultetu u Zagrebu. Bio je glavni koordinator nadzora dogradnje Elektrotehničkog fakulteta u Zagrebu.
Tijekom ovog dijela radnog vijeka honorarno projektira instalacije centralnog grijanja brojnih crkava i samostana u Zagrebu, Sarajevu, Mostaru, Tomislavgradu, Varešu, Fojnici, Kreševu, Grudama, Bugojnu, Međugorju, Maglaju i drugim mjestima.

## Mirovina
Matko Kakarigi danas uživa starosnu mirovinu. Od 1998. godine živi u Splitskoj na otoku Braču. Bavi se body-buildingom, uzgojem maslina i vinove loze. Na međunarodnom natjecanju „Noćnjak 2005“ osvojio je zlatnu medalju za kvalitetu maslinovog ulja.

## Unutarnje poveznice
- Popis hrvatskih generala

## Vanjske poveznice
- [[1]]   Arhivirana inačica izvorne stranice od 16. svibnja 2010. (Wayback Machine) matkokakarigi.com